# Zsuzsa Verőci
Zsuzsa Verőci-Petronić  é um jogadora de xadrez da Hungria, com diversas participações nas Olimpíadas de xadrez. Zsuzsa participou das edições de 1966 a  1986 e 1992 tendo conquistado cinco medalhas por participações individuais e seis por equipes. Na edição de 1969, 1980 e 1992 conquistou a medalha de prata no segundo, primeiro e terceiro tabuleiro respectivamente e nas edições de 1982 e 1984 a medalha de bronze no primeiro tabuleiro. Por equipes, conquistou a medalha de pratas nas edições de 1969, 1978, 1980 e 1986 e a de bronze em 1972 e 1982.